# Achères (Cher)
Achères è un comune francese di 368 abitanti situato nel dipartimento del Cher, nella regione del Centro.

## Società

### Evoluzione demografica
Abitanti censiti